# Salenioides
Els salenioides (Salenioida) són unordre d'equinoideus. Inclou 129 espècies, la majoria fòssils. Les 15 especies actuals pertanyen totes a la família Saleniidae.

## Característiques
Els salenioides són eriçons de mar regulars; la seva closca és de forma rodona, la boca (peristoma) es troba al centre de la superfície oral (inferior) i l'anus (periprocte) a la part oposada (a la part superior de la closca, anomenada vèrtex), prop de les obertures genitals i la madrepòrica. El vèrtex està completament cobert amb una gran placa supranal característica (que també es troba a Acrosaleniidae, però formada per diverses plaques). Les plaques interambulacrals tenen un únic tubercle primari molt gran, i uns pocs tubercles escorbiculars; els ambulacres són molt estrets i porten tubercles secundaris no perforats molt petits.

## Taxonomia
L'ordre dels salenioides inclou una família actual i tres de fòssils:
- Família Saleniidae L. Agassiz, 1838
- Família Acrosaleniidae  Gregory, 1900 †
- Família Goniophoridae  Smith & Wright, 1990 †
- Família Hyposaleniidae  Mortensen, 1934 †
- Família Pseudosaleniidae  Vadet, 1999b †